# Ján Buzássy
Ján Buzássy (Kocsóc, 1935. április 10. –) szlovák költő és műfordító.

## Élete
1935. április 10-én született Kocsócon. A pozsonyi Comenius Egyetem Bölcsészettudományi Karán könyvtárosi és szlovák nyelv tanulmányokat folytatott. 1967-től 1970-ig a Mladá tvorba irodalmi folyóirat főszerkesztője, 1971-től a Szlovák Írói Kiadó szerkesztője, 1989 és 1993 között főszerkesztője. 1989 után a Szlovák Írók Szövetségének elnöke, és a megújult havi Kultúrny život főszerkesztője. Jelenleg Pozsonyban él, és elsősorban az irodalomnak szenteli az idejét.

## Munkássága
Első verseit a Mladá tvorba, a Kultúrny život, a Smena és más folyóiratokban tette közzé. 1965-ben jelent meg az első verseskötete, Hra s nožmi címmel. Műveit az egzisztencializmus is befolyásolta. Verseiben az ember a természetet keresi, a szerző kifejezi a civilizációval szembeni bizalmatlanságát. Koncentráltan dolgozik, ugyanazon motívumok állandó variációjával, amelyeket érzékenyen és folyamatosan átrendez. Így felfedezi a helyzetek univerzális jellegét, így egyedinek érzi magát, de megjelenik az univerzalitás spontaneitása is (Škola kynická). Általános, de ugyanakkor találékony nyelvet hoz létre, amely újraéleszti a történet időtlen lényegét, elválaszthatatlanul fejleszti a jelent és a múltat (Nausikaá). A Tündérmese (1975) a mű kifejezésmódjában a műfaját megváltoztatja: az allegorikus hangolás gyűjteménye dalokból és drámai részekből áll, amely a szerző általánosságban univerzális, de fizikai szempontból meghökkentő metaforájának belső polifóniáját a műfaj kifejezetten elvégzett dramatizáló beszédeibe helyezi.

## Művei

### Verseskötetek
- Hra s nožmi (1965) Játék késekkel
- Škola kynická (1966) Cinikus iskola
- Neusikaá (1970) Nauszikaa
- Krása vedie kameň (1972)
- Rozprávka(1975) Tündérmese
- Znelec (szonettciklus, 1976)
- Rok (szonettciklus, 1976) Év
- Bazová duša (ciklus, 1978) Alapvető lélek
- Ľubovník (versciklus, 1979)
- Pláň, hory (1982)[1] Síkság, hegyek
- Zlatý rez (1988)
- Náprava vínom (1993) Borkezelés
- Dni (1995) Napok
- Svetlo vôd (ciklus, 1997) Vízfény

### Műfordítások
- Thomas Stearns Eliot: Pustatina (1966) Puszta ország
- Oskar Davičo: Trh víchrov  (1967) A szélerőmű
- Ivan Alexejevič Bunin: Dedina (1978) A falu

### Egyéb munka
- Dúfam, že nevyrušujem, Eva (antológia, 1963) Éva, remélem, nem zavarom

## Fordítás
- Ez a szócikk részben vagy egészben  a   Ján Buzássy című szlovák Wikipédia-szócikk ezen változatának fordításán alapul.  Az eredeti cikk szerkesztőit annak laptörténete sorolja fel. Ez a jelzés csupán a megfogalmazás eredetét és a szerzői jogokat jelzi, nem szolgál a cikkben szereplő információk forrásmegjelöléseként.